# Paridol
Paridol je naselje v Občini Šentjur.